# Женщина в Древнем Египте
Женщина в Древнем Египте занимала высокое положение в сравнении с большинством прочих развитых цивилизаций того периода — в том числе Древней Греции и Римской империи.

## Правовые основы
Египтянки обладали равными с мужчинами юридическими правами наследования, завещания, свободно вне военного времени передвигались по стране, могли составлять договоры и присутствовать в качестве свидетеля, подавать в суд, записывать детей на своё имя. Проживающие в Египте эпохи Птолемеев гречанки, зависящие от мужчины-покровителя кириоса (др.-греч. κύριος), завидовали свободе и независимости египтянок.
Редко, но женщины достигали высоких позиций в административном управлении, властных структурах, становились писцами. Такая исключительность связана с основными возлагавшимися обществом на женщину обязанностями — материнство, управление хозяйством.
Женщина в Древнем Египте играла важную роль в системе наследования, так как земельная собственность переходила по женской линии. Это происходило из того, что факт материнства более очевиден, нежели отцовства. Муж мог пользоваться землёй, пока жива супруга, после же её смерти всё наследовала дочь. Поэтому женитьба на любой наследнице престола давала фараону право управлять страной. Возраст жены в этом случае часто не имел значения — бывало, что женой становилась и пожилая старуха, и новорождённый младенец. Часто, чтобы убрать конкурентов, фараон брал в жёны всех наследниц престола. Например, Рамсес II женился на царице Иситнофрет, и впоследствии, чтобы не лишиться престола, женился на своей дочери Бент-Анат.

## Семья

### Брак
Любой свободный гражданин имел право на брак. В Египте женщина после замужества сохраняла своё имя, добавляя «жена такого-то», и получала статус «Хозяйки дома», оставаясь лично свободной. Многие девочки мечтали выйти скорее замуж, ибо тогда они освобождались из-под родительской опеки и могли позволить себе бо́льшую свободу.
Необязательно было молодой переходить в дом мужа, нередко супруг переезжал в родительский дом невесты. Это происходило либо в целях удобства и выгоды, либо по причине отсутствия сыновей и братьев в семье невесты.
Брак не освящался священнослужителями, египтяне свадебных торжеств не устраивали, ограничиваясь обменом подарками. Нередко, особенно в поздние периоды, заключались брачные договоры. Муж произносил сакраментальную фразу «Я беру тебя в жёны», а она отвечала «Ты берёшь меня в жёны». Родственники невесты преподносили подарок жениху и получали с его стороны «выкуп невинности» за невесту, что говорит о важности соблюдения девства перед замужеством (хотя это не считалось принципиально важным). При повторном замужестве женщина получала «подарок невесты». Нередко эти подарки были лишь формальностью, поскольку семьи объединялись и вели общее хозяйство, но при разводе эти подношения могли вернуть по решению суда.
В Древнем Египте не существовало строгих запретов для холостяков и одиноких женщин или вдов — они могли не заводить семьи, если не хотели. Но желательным всё же считали одинокими не оставаться, продолжить род, обеспечить свою старость. Завести семью зачастую было попросту экономически выгодно, а также помогало в продвижении по карьерной лестнице.

### Измена
В Папирусе Весткар говорится о женщине, которую за измену мужу сожгли заживо. В сборнике Гастона Масперо «Contes populaires» (Популярные сказки) приводится древняя легенда о фермере Биту, которого соблазнила жена его брата Анопу. Коварная женщина обманом заставляет мужа расправиться с Биту. Лишь после убийства брата Анопу раскрывает обман неверной жены и бросает её на съедение собакам.

### Развод
Потребовать развода по той или иной причине могли и мужчина и женщина. Инициатор развода вынужден был отдать половину своего имущества супругу, также ему приходилось содержать бывшего супруга до следующего замужества. Дети оставались с матерью. Решение принималось без вмешательства каких-либо административных или религиозных структур. Одним из оснований для развода могло стать отсутствие в семье детей.

### Дети
Беременные женщины обращались с молитвами к богине-лягушке Хекат, носили амулеты с изображением сидящей на лотосе лягушки. Роженицу мазали благовониями, клали на живот фигурку женщины, сажали на ковёр, по углам которого ставили четыре кирпича, олицетворявших богинь Нут, Тефнут, Исиду и Нефтиду. После родов чрево женщины находилось под защитой богини Таненет. Для определения пола будущего ребёнка существовала практика, распространившаяся позднее в Греции, Византии и Европе. Мешочки с ячменём и пшеницей помещались в мочу беременной женщины — проросший ячмень сулил мальчика, а пшеница — девочку.
Медицинские папирусы приводят рецепты контрацепции, которая не возбранялась. Ингредиенты сегодня определить трудно, но некоторые понятны: напиток из сельдерея и пива, ферментированная смола акации, помёт крокодила.

## Профессии
Основная масса египтянок были простолюдинками. Они занимались домашним хозяйством, пока муж и сыновья обрабатывали поля; женщина могла замещать мужа или сына в лавке, руководить полевыми работами. Часто женщин изображали за приготовлением пива, хлеба, тканием полотна, плетением корзин. Обычно «Хозяйка дома» командовала прислугой, обучала детей. Знатные женщины, которые нанимали прислугу и няней, изготавливали духи, служили при храмах богам и богиням, разучивая песни, музыку и танцы. Служителями культа богини Исиды могли быть и женщины и мужчины, а жрецами бога Амона были исключительно мужчины. Наивысшим титулом для женщины (первоначально из царской семьи, позже из любой знатной) был титул «Супруга бога Амона», который позволял ей совершать с главным жрецом религиозные обряды у статуи бога. В Новом царстве самой могущественной «Супругой Амона» считалась царица Хатшепсут.
Женщины из любого сословия могли работать плакальщицами. На главный фестиваль Осириса две самые выдающиеся женщины выбирались для исполнения «Плача Исиды и Нефтиды». В текстах Дейр-эль-Медины сказано о «мудрых женщинах» (преимущественно жрицах Хатхор), которые трактовали сны, предсказывали будущее.
Чтобы стать жрецом, следовало пройти долгий путь обучения писцом. Если женщина получала образование писца, она могла претендовать на позицию жрицы, учителя или врача. Женщины-врачи почитались в Древнем Египте, а медицинская школа в Александрии обучала желающих и из других стран. Гречанка Агнодика в IV в. до н. э. отправилась изучать медицину в Египет, поскольку ей как женщине отказали в обучении в Афинах. Прославленными египтянками-врачами были «главный врач» Мерит Птах (XXVII в. до н. э.) и акушерка Песешет (IV династия). Известна Ненофер времён Нового Царства, которая руководила своим бизнесом[уточнить]. Визирем чати служила Небет при VI Династии.

### Женщины у власти
За 3000-летнюю историю египетской цивилизации женщинам несколько раз становились во главе государства либо в качестве регента, либо единоличным правителем по причине отсутствия других наследников или из-за собственных амбиций. Исторической науке известны несколько таких женщин-фараонов:

#### Раннее царство
- Нейтхотеп (I Династия) записывала своё имя в орнаментальную виньетку серех, что разрешалось лишь фараонам. Вопрос о единоличном правлении остаётся открытым.
- Мернейт (I Династия) также записывала своё имя в орнаментальную виньетку серех. Регентствовала при малолетнем сыне Дене.

#### Древнее царство
- Хенткаус I (IV Династия) на своей пирамидальной гробнице представлена с атрибутами власти и титулом «Фараон Египта».
- Хенткаус II (V Династия) имела аналогичный титул.
- Нитокрис (VI Династия) считается последней правительницей Древнего царства. Окончательно не решён вопрос её восшествия и принадлежность к женскому полу.

#### Среднее царство
- Нефрусебек (XII Династия) — последняя правительница Среднего царства, после чего начался мятежный Второй переходный период. Память о ней не уничтожалась, отчего царица считается первой легитимной женщиной-фараоном.

#### Новое царство
- Хатшепсут (XVIII Династия) не передала власть вступившему в права и возраст пасынку Тутмосу III, требовала обращения к себе «фараон».
- Нефернефруатон (XVIII Династия) — тронное имя некой женщины-правительницы, правившей около двух лет после смерти фараона Эхнатона.
- Анхесенамон (XVIII Династия) оставалась единственной представительницей царской семьи после смерти супруга Тутанхамона и, возможно, правила непродолжительное время, согласно письмам Дахамунцу.
- Таусерт (XIX Династия) — последняя правительница XIX Династии пришла к власти в качестве регента при сыне Саптахе и вернулась на трон после его смерти. Следующий фараон Сетнахт уничтожал память о Таусерт, узурпировал её гробницу (KV14) в Долине царей.

#### Эллинистический период
- Береника III (Птолемеи) вступила во власть в 81 году до н. э. и после 6 месяцев удачного правления была убита своим мужем Птолемеем XI. Разгневанный народ расправился с фараоном.
- Береника IV (Птолемеи) узурпировала власть отца в 58 году до н. э. Первого мужа приказала задушить, со вторым правила 6 месяцев, пока вернувшийся из изгнания Птолемей XII не убил её.
- Клеопатра VII (Птолемеи) боролась за власть со своим братом Птолемеем XIII, опираясь на поддержку Рима (особенно Юлия Цезаря). После гибели в бою одного брата Клеопатра вышла замуж за второго Птолемея XIV и правила практически единовластно. После убийства Цезаря она нашла союзника в лице Марка Антония, но потерпела поражение от Октавиана и покончила с собой. Считается последней египетской правительницей, хотя по происхождению Птолемеи не были египтянами.